# لهوتا (ناحیه پلزن-تسیتی)
لهوتا (به چکی: Lhůta) یک منطقهٔ مسکونی در جمهوری چک است که در ناحیه پلزن-سیتی واقع شده‌است. لهوتا ۳٫۴۱ کیلومتر مربع مساحت و ۱۶۳ نفر جمعیت دارد و ۴۴۵ متر بالاتر از سطح دریا واقع شده‌است.